# Megorachim

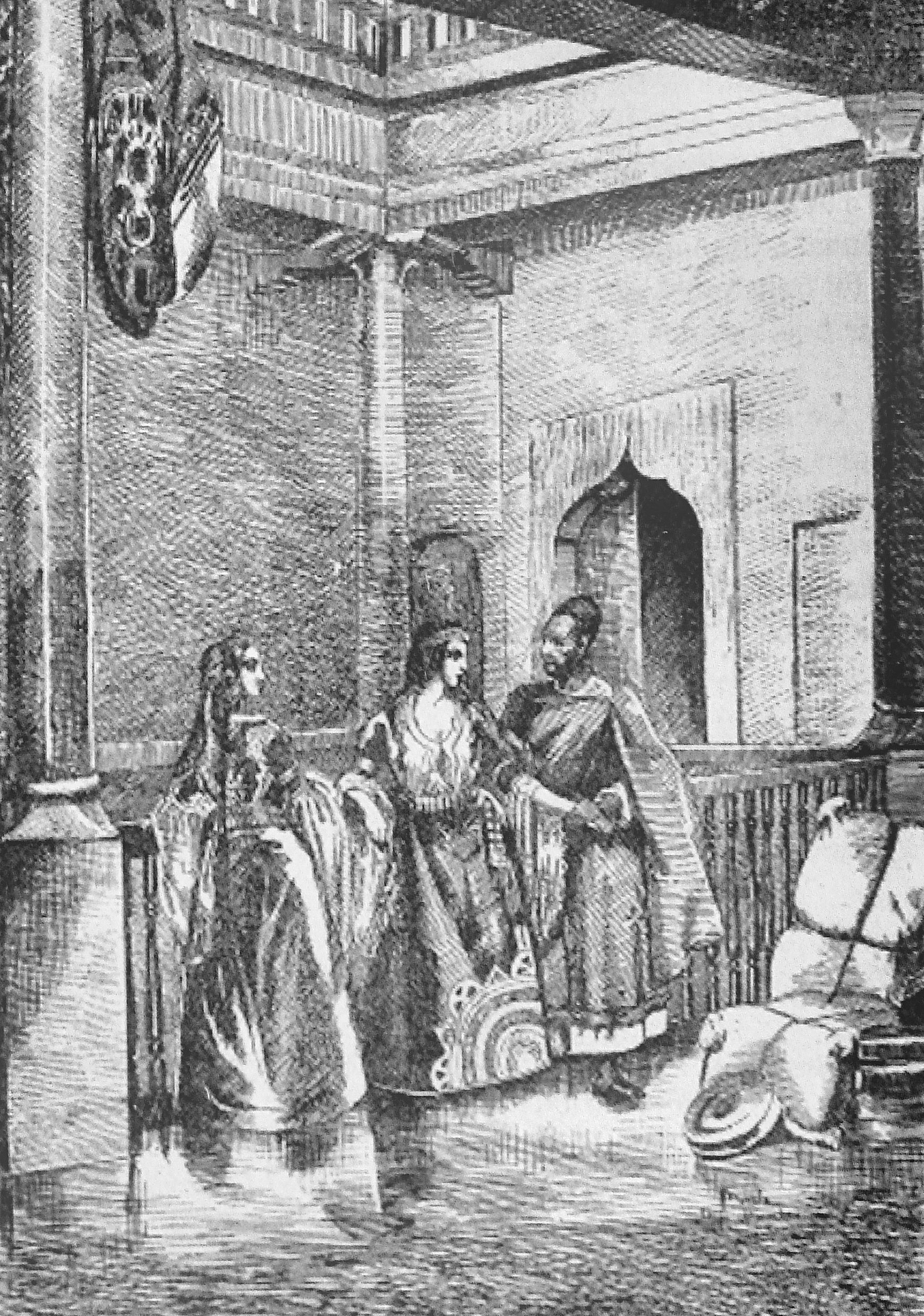
Família judia de Mogador (Essaouira), de Stanislas Darondeau

Megorachim  ou Megorashim (מגורשים; "reenviados" ou "expulsos") é um termo usado para designar os judeus originários da Península Ibérica que foram para o Norte de África fugindo às perseguições antijudeus de 1391 e à expulsão dos judeus de Espanha em 1492.[a] Estes migrantes, que frequentemente eram de um nível sociocultural elevado, diferenciavam-se dos judeus autóctones, os tochavim, presentes no Norte de África desde a Antiguidade, os quais falavam línguas locais (árabe ou berbere) e tinham algumas tradições influenciadas pelo Islão magrebino.[carece de fontes?]
Os Megorachim iriam deixar a sua marca no judaísmo norte-africano, integrando-lhe tradições ibéricas. Acabariam por se fundir com os tochavim, de tal forma que no presente é usualmente difícil distinguir uns dos outros. Geralmente classificam-se os judeus do Norte de África em dois grandes grupos: os sefarditas, um termo que realça as raízes ibéricas; e os mizrahim, de tradição oriental.[carece de fontes?]
Segundo a Enciclopédia Judaica, dos 165 000 judeus que abandonaram a Espanha em 1492, estima-se que 32 000 foram para as costas do Norte de África (20 000 para Marrocos e 10 000 para a Argélia). Outras fontes referem que é impossível estimar quantos judeus ibéricos procuraram refúgio em Marrocos.

## Sociedade e cultura
Os Megorachim têm os seus próprios dirigentes, rabinos e líderes espirituais, bem como minhagim (tradições) próprias. Falam diversas línguas da Península Ibérica, conforme a sua origem: castelhano, aragonês, catalão, valenciano, galego, etc.), além de uma forma padronizada de judeu-espanhol, chamada "ladino", a qual é desde há muito usada pela diáspora sefardita.[carece de fontes?]
As relações com os judeus autóctones, os Tochavim, e da influência sobre eles, são muito variáveis conforme as comunidades ou os locais. A influência europeia dos Megorachim sobre o modo de vida local tende a afetar muito pouco as populações que não vivem nos grandes centros urbanos, as quais podem chegar a ter reações hostis a essa influência.